# John Tucker Must Die
John Tucker Must Die er en romantisk ungdomskomediefilm fra 2006 omhandlende tre piger spillet af Ashanti, Sophia Bush og Arielle Kebbel.

## Plot
John Tucker – skolens mest populære dreng. Pigerne står næsten i kø for at være sammen med ham. Der er bare lige det at John (Jesse Metcalfe kendt fra Gabys unge elsker i Desperate Housewives) ikke må se nogen piger for sin far – pga. sin basketball – tror pigerne. Så de skal holde lav profil omkring deres dating med John. På denne måde har John 3 piger i saksen, tre populære piger fra hver sin high school klikke. Der er cheerleaderen Heather (Ashanti som også arbejder som sanger), den dygtige elev og samtidige leder af skolens tv-station Carrie (Arielle Kebbel) og vegetaren Beth (Sophia Bush kendt for One Tree Hill). Da pigernes idræts lærer en dag er syg, skal en ny lærer tage sig af dem, og Beth, Heather, Carrie og Kate (Brittany Snow kendt for American Dreams og Hairspray) kommer på samme hold i volleyball. Da Carrie kommer til at gøre lidt reklame for hendes dating med John Tucker kommer hun, Beth og Heather op at slås. Da alle inklusiv Kate, som er den nye pige på skolen og kender lidt til fuskede mænd – da hendes mor hele tiden ramler ind i en ny type, der smadrer hendes hjerte så Kate og hende skal flytte igen. Pigerne får en ide om at smadre John.. og Kate som aldrig før selv har haft noget med en fyr at gøre, skal være maddingen.